# ابوالحسن اقبال‌آذر
ابوالحسن قزوینی (۱۲ آبان ۱۲۴۲ الوند قزوین − ۳ اسفند ۱۳۴۹ تبریز) فرزند ملا موسی معروف به «اقبال‌السلطان» و «اقبال آذر» خواننده موسیقی اصیل ایرانی و صاحب یکی از قوی‌ترین صداها در آواز ایرانی به زبان ترکی و فارسی بوده است.  
تندیس یادبود او در سال ۱۳۸۷، ابتدای جاده سلامت الوند قزوین نصب شد. هنرستان موسیقی تبریز به نام او نامگذاری شده است.

## زندگی
ابوالحسن اقبال آذر در بخش الوند در هفت کیلومتری جنوب قزوین متولد گردید. در خصوص تاریخ تولد درستِ اقبال آذر سند صحیح و متقنی در دست نیست (مثل تاریخ تولد قمری ایشان که بتوان معادل خورشیدی آن را حساب نمود) و شناسنامه و سجل‌های قدیم هم غالبا چندان محل اعتبار نمیباشد. آنچه از اخبار و گزارشات میتوان دریافت تاریخ تولد ایشان یکی از سال‌های ۱۲۴۲ ، ۱۲۴۵ ، ۱۲۵۰ و  ۱۲۵۲ میباشد که بطور دقیق نمیتوان تعیین کرد چه ماه و چه روزی بوده اما مطابق برخی روایات افراد نزدیک به ایشان یکی از سال‌های ۱۲۴۵ یا ۱۲۵۲ سالِ درستِ تولد وی میباشد. به هر حال اقبال، آموزش ردیف‌های موسیقی را نزد استاد حاج ملا عبدالکریم جناب قزوینی آموخت. خوانندگی را در آیین تعزیه خوانی آغاز نمود. به همراه گروه تعزیه قزوین برای اجرا بارها در تکیه دولت تهران و نیز در تبریز تعزیه خوانی نمود. خوانندگی وی، نمونه‌ای از شیوه آوازی مکتب قزوین است. وی در سال ۱۲۷۷ هجری خورشیدی برای کار در شهرداری، از قزوین به تبریز رفت. وی در دستگاه محمدعلی میرزا ولیعهد مظفرالدین شاه و بعد نزد احمدشاه رفت‌وآمد داشت.
محمدحسین شهریار در وصف اقبال آذر غزلی با این مطلع سروده‌است:
| گرفت رونق از «اقبال» کار موسیقی |  | شکفت از گل رویش بهار موسیقی |

در زمان سکونت در تهران و هنگامی که به عنوان مأمور در رادیو و بخش موسیقی مشغول به کار شد، به دلیل تنگ‌چشمی‌ها و حسادت دیگران، استقبال چندانی از وی و ضبط کارهایش نشد و پس از یک سال دوباره به تبریز برگشت.
اقبال آذر چهار بار ازدواج کرد و از همسر اول و دومش (صفیه و خورشید بانو) صاحب پنج فرزند به نام‌های غلامحسین، نواب، اکرم، عفت و نصرت شد.
شاگردان اصلی اقبال ۵ نفر بودند: رضاقلی میرزا ظلی، سرتیپ سیف، شیخ عبدالحسین ترک، ملوک ضرابی و میرزا ابراهیم بوذری و رامبد صدیف و کریم صالح‌عظیمی. کسان دیگری بوده‌اند همچون علی بخشایش خیابانی و… که از او دانش کسب کرده یا شیوه آوازی او را دنبال می‌کردند ولی در اسناد ثبت نشده‌است.
(دفاع بی نظیر او در زمان قائله آذربایجان به رهبری پیشه وری از ایران و ایرانیت در تارک تاریخ موسیقی ثبت شده است و هنگام حضور  در کنسرتی که به دستور حزب دموکرات آذربایجان در تبریز برگزار می‌شود شعر و ترانه هایی به فارسی  در غم میهن و ایران می‌خواند و اشک حاضرین را جاری ساخته و خشم برگزار کنندگان را بر می افروزد .) 
در روز دوشنبه سوم اسفند ۱۳۴۹ (در ۹۷ الی ۱۰۷ سالگی) به علت نارسایی کبد، در خانه خود در محله اهراب تبریز درگذشت.
آرامگاه اقبال در گورستان وادی رحمت تبریز است.

## کنسرت‌ها
اقبال آذر در سال ۱۲۹۳ خورشیدی به همراه درویش خان، حسین طاهرزاده و عبدالله دوامی برای پر کردن صفحه به تفلیس سفر کرد که مورد استقبال مردم قرار گرفت به‌طوری‌که در مصاحبه‌ای که در اطلاعات هفتگی (شماره ۱۲۴۹) مهر ماه ۱۳۴۴ از وی شد اشاره کرده‌است که ۹ بار او را به صحنه برگرداندند. تمامی پولی که از این کنسرت عاید وی شده بود صرف امور خیریه گردید.
اقبال به دعوت کمپانی Monarch Record صفحاتی را ضبط کرد که هم‌اکنون تعدادی از آن‌ها موجود است و بسیاری از آن‌ها نیز به دلیل آشوب‌ها در جنگ جهانی اول از میان رفت. تعدادی از صفحات نیز که هم‌اکنون در آرشیو صدا و سیما موجود است به دلیل بی اعتنایی مسؤولان شکسته و در حال خاک خوردن و از بین رفتن است.
اقبال بعدها کنسرت‌هایی در تهران و آذربایجان اجرا کرد. تمامی درآمد حاصله از کنسرتهایش صرف امور خیریه می‌شده‌است. وی در دوره تسلط فرقه دموکرات آذربایجان هم کنسرتی در باغ گلستان تبریز اجرا نموده که مورد استقبال چشمگیر مردم واقع شده است.

## نگارخانه
|  |  |  |